# Đeđevo
Đeđevo (cyr. Ђеђево) – wieś w Bośni i Hercegowinie, w Republice Serbskiej, w gminie Foča. W 2013 roku liczyła 323 mieszkańców.